# سول كاليبر: بروكن ديستيني
سول كاليبر: بروكن ديستيني، هي لعبة فيديو قتال في سلسلة سول كاليبر التي تطورها وتنتجها شركة نامكو بانداي، صدرت حصريا لأجهزة بلاي ستيشن بورتبل عام 2009.

## روابط خارجية
- الموقع الرسمي
- Soulcalibur: Broken Destiny at MobyGames